# 高坂元巳
高坂 元己（こうさか もとみ、1956年8月22日 - )は、新潟放送元アナウンサー。現在、新潟市北区文化会館館長。NPO法人新潟ジャズストリート実行委員会 理事長

## 職歴[2]
- 1982年4月 ㈱新潟放送に入社（ラジオ局制作部）
- 1991年4月 報道制作局アナウンス部（～2004年）
- 2005年7月 編成局テレビCM部長
- 2006年4月 テレビ営業局業務部長
- 2009年7月 営業局次長・業務部長
- 2011年4月 報道制作局次長・情報センター次長・ラジオ制作担当部長
- 2012年4月 上越支社支社長・総務部長・営業部長・編成業務部長
- 2015年6月 取締役ラジオ本部長・情報センター総括
- 2017年6月 退職
- 2017年6月 ㈱BSNウェーブ取締役
- 2019年6月 退職
- 2020年4月 新潟市北区文化会館館長

## 人物
- 入社しラジオ局制作部に配属後、社内で「チャーリー」というニックネームを頂戴し、チャーリー高坂として同年秋、初のレギュラー番組『チャーリー高坂のネクラでバンザイ』でパーソナリティとして本格的にデビュー。1年先輩の鍵冨徹とコンビを組み、パロディCMやパロディニュース、さらには下ネタなども織り交ぜた内容で、しばしば上司から大目玉を食らうこともあったという[1]。
- 翌1983年には平日夜間に進出、帯の10分枠『チャーリー高坂の今夜もゼッチョー』のパーソナリティを担当、オープニングではテーマ曲に合わせて高坂が喘ぎ声を上げ、「人気もゼッチョー、アッチもゼッチョー！ネクラ人間かなぐり捨てて、全国ゼッチョーの渦に巻き込む！BSNラジオの（この間に即興のキャッチコピーが挿入される）チャーリー高坂が、あなたに贈るアノ瞬間！ワァオ!!」というお決まりの口上を披露していた。また地方民間放送共同制作協議会（火曜会）主催の『飛び出せ!全国DJ諸君』では1982年、1983年と2年連続で優秀賞を受賞した。
- 自分の担当番組で県内のラーメンを食べ歩くコーナーを持っていたほどのラーメンマニアという一面も持つ。高坂自身が生まれつきそばアレルギーに悩まされており、その反動からラーメンに興味を抱いたのがきっかけである[3]。

## 受賞歴
- 1988年10月 日本民間放送連盟 連盟賞ラジオ報道部門優秀賞「脳死」制作
- 1991年  8月 JNN・JRNアノンシスト賞ラジオCM部門最優秀賞「石油ファンヒーター」（民放最大ネットワークのアナウンス・コンテスト）
- 1998年10月 日本民間放送連盟 連盟賞ラジオ報道部門最優秀賞「苦渋の選択 新潟水俣病　そして・・・」ナレーション

## 過去の出演(制作)番組
テレビ
- 新潟発そこが知りたい
- BSNニュースワイド（1991年10月-1998年6月）キャスター

ラジオ
- チャーリー高坂のネクラでバンザイ（1982年4月-1983年3月）[1]
- チャーリー高坂の今夜もゼッチョー（1983年4月-?）
- Oh!演歌
- 電リクネットワーク
- ミュージックポスト金曜日
- Swing Street（ローカル局としては珍しいジャズ専門番組）
- ライブリポート445
- トワイライトジョッキー[1]
- ザ・スウィング創世児[1]
- アデランス歌謡教室
- カムバック！昭和歌謡
- あなたと夜と音楽と（ジャズ）
- クラシックの森
- とどかなかった夢舞台～村上幸子を偲んで～（2022年7月17日放送）1990年7月23日に亡くなった村上幸子の33回忌に際し、高坂が番組制作を企画提案。自身が取材、インタビュー、台本を担当した。また、村上と仕事を重ね、彼女を良く知る元BSNアナウンサー、河内潤一がナレーションを担った。高坂によれば、村上幸子の生涯と歌を放送歴史の一ページに残すことができたと語っている。

## 関連人物
以下の人物は同郷かつ同じ大学の学科の出身者である。
- 高井正憲 - 元テレビ朝日アナウンサー、現サンミュージックプロダクション所属フリーアナウンサー。
- よこざわけい子 - 声優。
- 石塚かおり - 新潟放送アナウンサー。